# 天津团泊足球场
38°58′15.4″N 117°04′50.2″E / 38.970944°N 117.080611°E
天津团泊足球场是一座位于中国天津市静海区团泊新城西区的足球场，作为中国国内首座下沉式足球场，该项目于2010年7月6日开始施工，2010年12月8日，天津团泊足球场主体封顶。该足球场建成后成为2012年全国大学生运动会和2013年东亚运动会中足球比赛的使用场地，并曾经作为天津松江足球俱乐部的主场场地。

## 概况

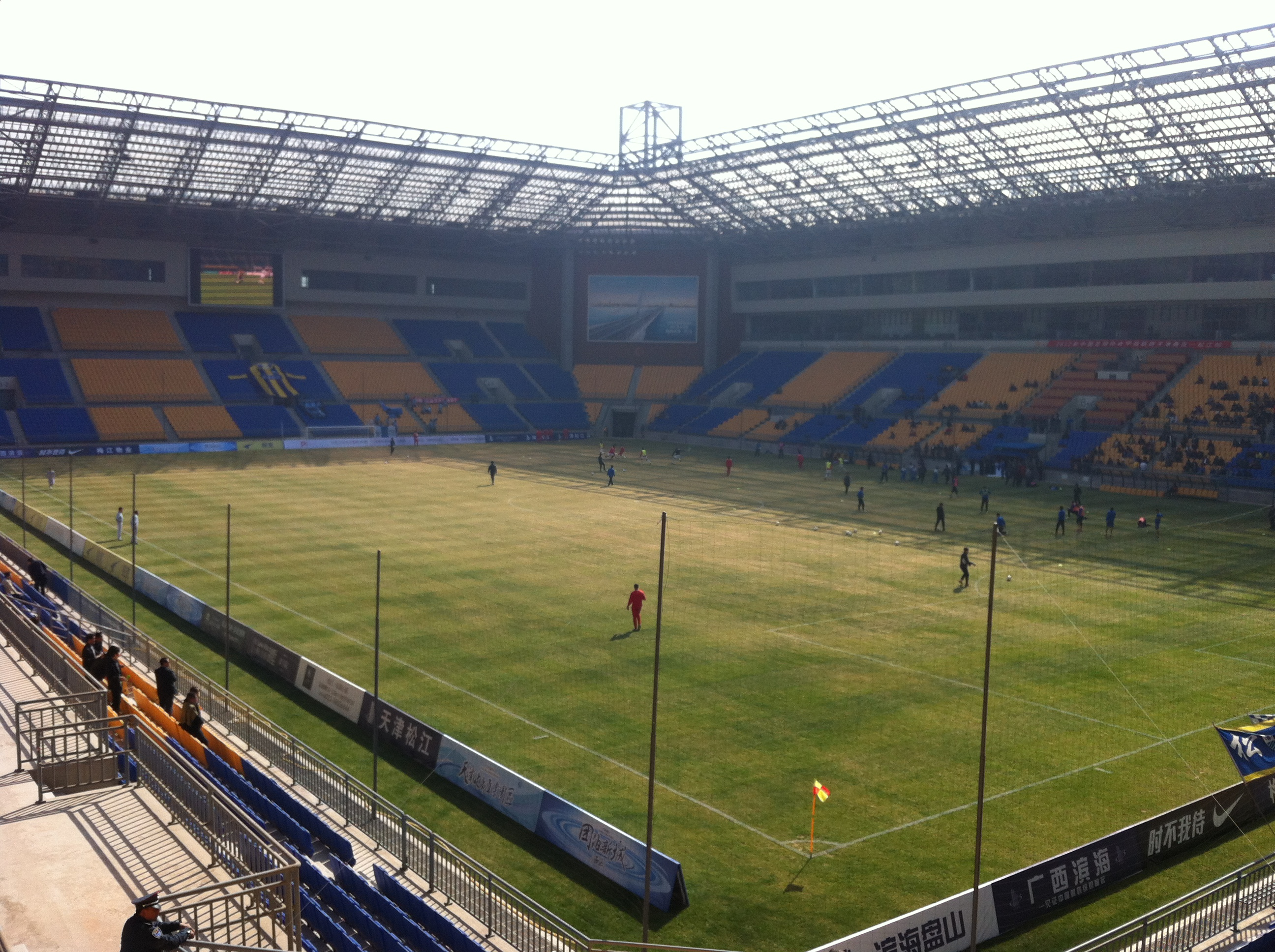
天津团泊足球场

天津团泊足球场由天津滨海团泊新城投资发展有限公司投资4.55亿元建设。意大利设计师马西莫·罗伊（Massimo Roj）、安德烈·达拉瓦莱（Andrea Dallavalle）和马西莫·巴尼亚斯科（Massimo Bagnasco） 共同参与设计。体育场为一座高度约27米的四层建筑，占地总面积为16.31公顷，建筑面积为5.7万平方米，建筑占地面积为1.9万平方米，可用地面积达12.86万平方米。此外，天津团泊足球场的地上建筑面积为5.3万平方米；地下建筑面积为1.3万平方米。球场首层设有外圈和内圈，外圈为对外商业设施，内圈为对内赛事服务房间，其余三层为看台，场地内设有22320个固定座位和8千个临时座席，并设有10余个VIP包房。作为中国国内第一座英国风格的下沉式专业足球场，天津团泊足球场的比赛场地比场外地面低3.8米左右。在草坪方面，天津团泊足球场采用适合北方气候的结缕草和狗牙草，并混播这两种草皮，在排水灌溉方面，天津团泊足球场也采用先进技术从而保证球场草皮使用的舒适性和管理的经济性。2010年12月8日，天津团泊足球场主体封顶。该体育场于2011年7月31日竣工，2012年交付使用。

## 内部链接
- 泰达足球场